# ATP Challenger Osaka
Der ATP Challenger Osaka (offiziell: Nova Challenger Osaka) war ein Tennisturnier, das 2000 und 2002 in Osaka, Japan, stattfand. Es gehörte zur ATP Challenger Tour und wurde im Freien auf Hartplatz gespielt.

## Liste der Sieger

### Einzel
| Jahr | Sieger            | Finalgegner       | Ergebnis          |
| ---- | ----------------- | ----------------- | ----------------- |
| 2002 | Takao Suzuki      | Björn Phau        | 5:7, 6:2, 7:64    |
| 2001 | nicht ausgetragen | nicht ausgetragen | nicht ausgetragen |
| 2000 | Michel Kratochvil | Lee Hyung-taik    | 2:6, 6:2, 6:2     |

### Doppel
| Jahr | Sieger                       | Finalgegner                       | Ergebnis          |
| ---- | ---------------------------- | --------------------------------- | ----------------- |
| 2002 | Karol Beck Cédric Kauffmann  | Laurence Tieleman John van Lottum | 7:5, 6:1          |
| 2001 | nicht ausgetragen            | nicht ausgetragen                 | nicht ausgetragen |
| 2000 | František Čermák Ota Fukárek | Yaoki Ishii Eric Taino            | 6:1, 7:65         |